# 水戸電気鉄道線
水戸電気鉄道線（みとでんきてつどうせん）は、かつて茨城県の水戸市と東茨城郡茨城町を結んでいた、水戸電気鉄道の鉄道路線である。1936年（昭和11年）に全線が廃止された。
「電気鉄道」という名を冠し、直流電化路線として建設する計画であったが、最後まで電化されることはなかった。近隣の新治郡柿岡町（現・石岡市柿岡）にある中央気象台附属柿岡地磁気観測所に影響を与える恐れがあるとして、計画当初は電気運転の認可が下りなかったためである。開業後の1933年（昭和8年）になって認可が下りたが、そのころには毎年累積していた赤字により、電化工事を行う企業体力はなくなっていた。
1928年（昭和3年）2月23日当初、施工線は茨城県水戸市から同県東茨城郡竹原村（現・小美玉市）までを電気鉄道にて結ぶ計画であり、停留所は新水戸・吉田・吉沢・小鶴・小幡・堅倉の6駅とされていた。

## 路線データ
廃止直前
- 路線距離：11.2 km
- 軌間：1,067 mm
- 駅数：12駅（起終点駅含む）
- 複線区間：なし（全線単線）
- 電化区間：なし（全線非電化）

## 歴史

### 沿革
計画当初は水戸石岡電気鉄道と名乗り、その名の通り水戸 - 石岡間を水戸街道（陸前浜街道）沿いの最短距離で結ぶことが目的とされた。当時すでに開業していた鉄道省常磐線は同区間を友部経由で遠回りするルートとなっており、水戸街道近辺の住民にとっては不便をきたしていたことが当路線建設のきっかけであった。
しかし、水戸駅の手前に鉄道省の車両基地があり、水戸駅に乗り入れるにはこの上に高架線を敷設する必要があった。これに必要な資金を確保できる余裕はなく、水戸駅への乗り入れは実現させることができなかった。また、石岡側も石岡からはるか手前の奥ノ谷までしか到達できなかった。そのため利便性に大きな問題を抱え、わずか6年で事実上の営業廃止へと追い込まれることとなった。
ちなみに廃止後の軌道敷の一部は陸軍省によって買い上げられている。
廃止後に沿線近くに陸軍水戸南飛行場が建設されており、物資の輸送に利用しようとしたのかもしれないが、使われる事は無かったようである。

### 年表
- 1926年（大正15年）7月7日 水戸石岡電気鉄道の鉄道敷設免許（新治郡石岡町-水戸市上市柵町間 動力電気[3]）[4]
- 1927年（昭和2年）
  - 4月16日 水石電気鉄道株式会社に社名変更（届出）[5]
  - 7月30日 会社設立[6][7]
  - 8月1日 水戸電気鉄道と改称（30日届出）[5]
- 1928年（昭和3年）3月25日 柵町で起工式
- 1929年（昭和4年）
  - 12月14日 本社を紺屋町に新築移転
  - 11月10日 下水戸 - 常陸長岡間で営業開始（旅客運輸）[8]
- 1931年（昭和6年）10月1日 柵町 - 下水戸間が開通（旅客運輸）[9]
- 1933年（昭和8年）12月30日 常陸長岡 - 小鶴間が開通（旅客運輸）[10]
- 1934年（昭和9年）11月1日 小鶴 - 奥ノ谷間が開通（旅客運輸）[11]
- 1936年（昭和11年）2月 全線で営業休止（正確な休業日は不明）
- 1937年（昭和12年）7月6日 常陽運輸に社名変更（届出日7月3日）[12]
- 1938年（昭和13年）11月29日 営業廃止許可[13]

## 駅一覧

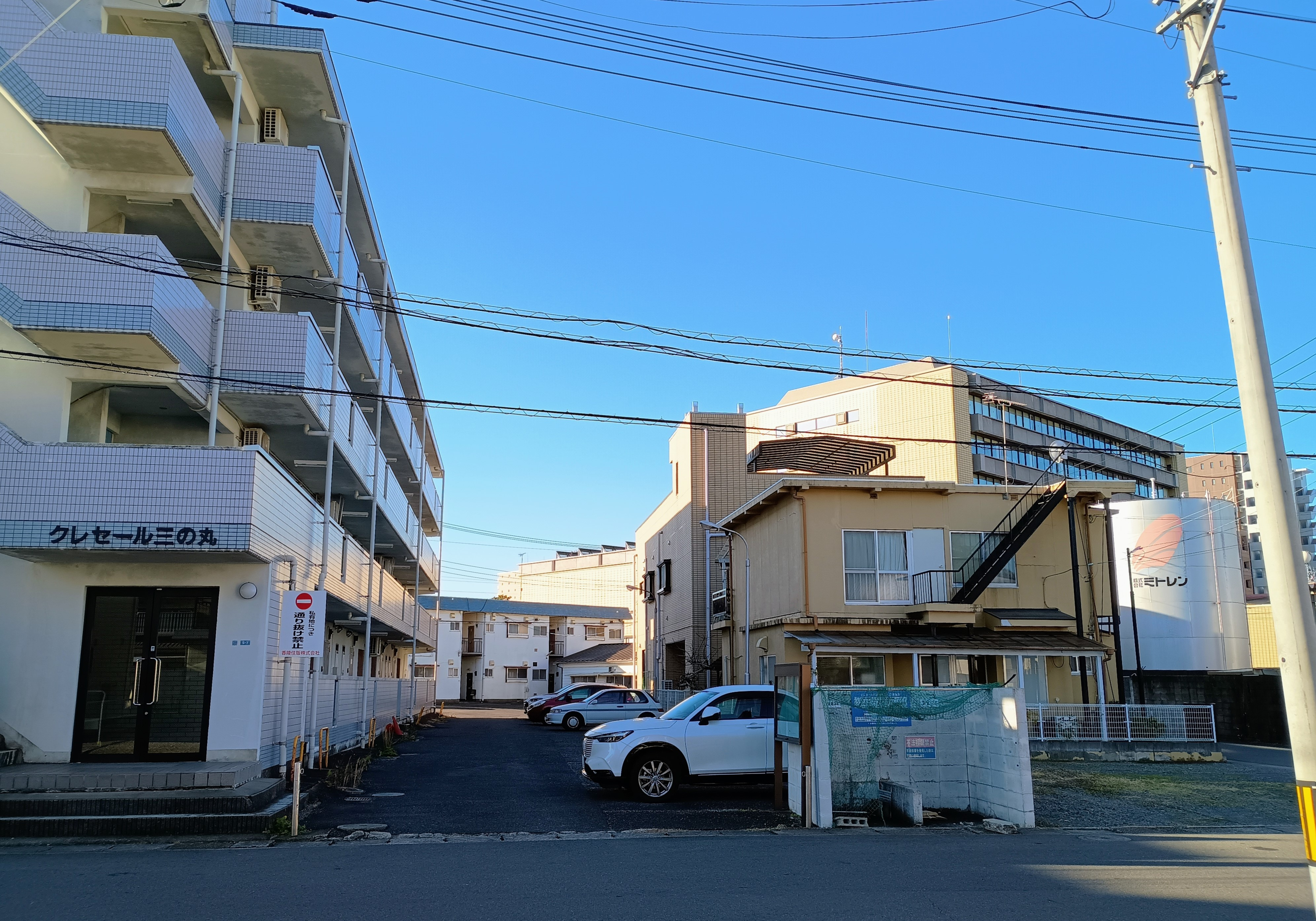
起点である柵町駅跡地。（2025年1月）

- 柵町（さくまち）- 水戸駅までの連絡には徒歩区間が500m以上存在した[14]。
- 紺屋町（こうやちょう）[15]
- 下水戸（しもみと）
- 蓮乗寺下
- 古宿（ふるじゅく）
- 一里塚
- 中吉沢
- 吉沢
- 矢頭
- 常陸長岡 - 茨城町長岡[16]
- 小鶴
- 奥ノ谷 - 茨城町奥谷[16]

## 輸送・収支実績
| 年度 | 乗客（人） | 貨物量（トン） | 営業収入（円） | 営業費（円） | 益金（円） | その他益金（円）       |
| ---- | ---------- | -------------- | -------------- | ------------ | ---------- | ---------------------- |
| 1929 | 5,633      |                | 4,509          | 2,766        | 1,743      |                        |
| 1930 | 78,176     | 46             | 11,586         | 23,430       | ▲ 11,844   |                        |
| 1931 | 83,109     | 83             | 8,103          | 16,877       | ▲ 8,774    |                        |
| 1932 | 74,052     | 930            | 8,342          | 15,365       | ▲ 7,023    |                        |
| 1933 | 65,165     | 989            | 13,244         | 17,122       | ▲ 3,878    |                        |
| 1934 | 75,286     | 1,229          | 10,520         | 19,778       | ▲ 9,258    |                        |
| 1935 | 81,529     | 502            | 9,727          | 21,478       | ▲ 11,751   |                        |
| 1936 | 16,877     | 121            | 2,890          | 10,201       | ▲ 7,311    |                        |
| 1937 | 16,555     | 73             | 1,982          | 15,952       | ▲ 13,970   | 株金払込延滞損害10,104 |

- 鉄道統計資料、鉄道統計各年度版

## 車両
電化が不可能となったため、開業にあたりガソリン動車2両と貨車（無蓋車）2両を準備し、その後は蒸気機関車を1両、ガソリン動車を1両投入した。営業廃止後は全車両が茨城鉄道（現・茨城交通）へ譲渡された。
キハ1・2
開業時に導入された車両で木造2軸のガソリン動車、大阪府の梅鉢工場製造。定員50名、自重10トン。この同系車輌としては、常総鉄道（現・関東鉄道常総線）のキハ11・12がある。
キハ11
1931年（昭和6年）汽車製造東京支店製造の片ボギー式半鋼製のガソリン動車。定員60名、自重14トン。
600形蒸気機関車 (600)
1930年（昭和5年）、貨物営業を行うため鉄道省から購入。営業廃止後は茨城鉄道が譲受後、磐城セメント（現・住友大阪セメント）へ転売。